# لوئیز انریکه مندز
لوئیز انریکه مندز لازو (به اسپانیایی: Luiz Enrique Méndez Lazo‎؛ زادهٔ ۱۶ نوامبر ۱۹۷۳) کشتی‌گیر بازنشستهٔ کوبایی در دستهٔ میان‌وزن کشتی فرنگی است. او برندهٔ مدال طلای مسابقات قهرمانی کشتی جهان (۱۹۹۹) و نیز برندهٔ مدال طلای دو دورهٔ بازی‌های پان امریکن (۱۹۹۹، ۲۰۰۳) است. او همچنین دارای هفت عنوان قهرمانی مسابقات قهرمانی پان امریکن است.
او ملی‌پوش دستهٔ ۸۵ کیلوگرم کوبا در المپیک ۲۰۰۰ سیدنی بود که با شکست برابر حمزه یرلی‌کایا از ترکیه به مقام پنجم رسید.